# Ліхтарна акула велика
Ліхтарна акула велика (Etmopterus princeps) — акула з роду Ліхтарна акула родини Ліхтарні акули. Інша назва «груба ліхтарна акула».

## Опис
Загальна довжина сягає 75 см. Голова велика. Морда клиноподібна. Ніздрі широкі, що розташовані ближче до кінчика носа. Очі відносно невеликі, овальні, горизонтальної форми. Маленькі бризкальця розташовані на рівні верхнього краю ока, трохи позаду. Рот широкий, дугоподібний. На ньому невеликі губні борозни. Зуби на верхній щелепі з 5 верхівками, на нижній — розташовані в 1 ряд, утворюють суцільну ріжучу крайку. У неї 5 пар довгих зябрових щілин. Тулуб щільний, гладкий. Має 2 спинних плавця з шипами. Задній спинний плавець більше за передній. Анальний плавець відсутній. Хвостовий плавець широкий та короткий, його кінчик усічений під косим кутом.
Забарвлення спини та боків темно-коричневе, черево та нижня сторона голови має чорний колір. Зовнішні крайки плавців темні.

## Спосіб життя
Тримається на глибинах від 350 до 4500 м. Активна вночі. Здійснює добові міграції. Живиться переважно кальмарами, ракоподібними та дрібними костистими рибами.
Статева зрілість самців настає при розмірі 54-55 см. Це яйцеживородна акула.

## Розповсюдження
Мешкає біля узбережжя Канади, Гренландії, Фарерських островів, Ісландії, Франції, Біскайській затоці, Азорських та Канарських островів, Гібралтара, Мавританії, Марокко. Також є в акваторії штатів Коннектикут, Массачусетс, Нью-Джерсі, Нью-Йорк (США).